# Digitaria ctenantha
Digitaria ctenantha är en gräsart som först beskrevs av Ferdinand von Mueller, och fick sitt nu gällande namn av Dorothy Kate Hughes. Digitaria ctenantha ingår i släktet fingerhirser, och familjen gräs. Inga underarter finns listade i Catalogue of Life.